# Safy Boutella
Safy Boutella est un compositeur, arrangeur, musicien et metteur en scène algérien, né le 6 janvier 1950 à Pirmasens en Allemagne, diplômé du Berklee College of Music de Boston. On lui doit notamment l'album Kutché, avec Cheb Khaled, co-produit par Safy Boutella et Martin Meissonnier, l'album jazz Mejnoun,plus de soixante-dix musiques de film et la réalisation de 5 fresques musicales.

## Biographie
Baigné dès son enfance dans la musique traditionnelle algérienne et moyen orientale, autant que dans la musique classique occidentale et que la variété française et anglo-saxonne, Safy Boutella a exploré de nombreuses voies pour créer son propre univers. Dès 1981, de retour des États-Unis, il a donné plusieurs concerts "undergound" en Algérie, développant une musique basée sur les rythmes composés et sur la fusion de sonorités maghrébine, orientale et occidentale, passées et présentes.
En 1986, il sort avec Khaled l’album Kutché qu’il arrange et co compose. Album co produit avec Martin Meissonnier. Kutché sera le précurseur du raï des années 1990, il en établit les règles : puiser dans les standards traditionnels (notamment les années 1950) en y ajoutant des sonorités à connotations jazz, electro pop et orchestrales. L'album sera classé parmi les 100 meilleurs albums du siècle (44e place) par Le Monde et la Fnac.
En 1992 la sortie de son album Mejnoun est saluée par la critique comme l'un des dix meilleurs album de l'année. Cet album a inspiré et initié de nombreux musiciens et l'a mené en Algérie, en France, aux États-Unis, au Canada lors d'une tournée entre 1992 et 1996.
En juillet 2007, il célèbre ses trente ans de musique dans un concert, ZARBOT', du nom de la toupie que continuent de lancer, comme lui jadis, les enfants de la Casbah d'Alger. Avec plus de quarante musiciens sur scène, dont une formation de vingt cordes, des invités prestigieux témoignant de ses collaborations comme arrangeur de Cheb Khaled, Djamel Allam, Sofia Boutella,Abdy ou la chanteuse lyrique  Fadela Chebab... il a embrasé le ciel du Théâtre de Verdure d'Alger...
2010, il est contacté par le « Festival Mawazine »(Archive.org • Wikiwix • Archive.is • Google • Que faire ?) pour revisiter le répertoire du mythique groupe marocain des années 1970, Nass El Ghiwane. Il s'immerge dans un univers puissant et dense, celui des ghiwane, ces conteurs du quotidien et des maux des peuples. Encore une fois, le son furieux et soyeux de l'artiste jaillit sur scène à l'été 2011 pour un concert mémorable où il crie l'unicité du Maghreb.
En 2012, il est invité par le Doha Tribeca Film Festival, au Qatar, à se produire avec ses musiciens lors de la cérémonie de remise des awards aux films en compétition.
2017 est l'année Pluriel's, concept qu'il initie pour commander à une dizaine de jeunes artistes algériens un morceau de "conscience" qu'il arrange. Cette aventure collaborative donne lieu à un web road-movie dans les régions algériennes respectives des artistes (Meziane Amiche, Kawthar Meziti, Brahim Akhamouk, Taous Arhab, Hayet Zerrouk, Nazim Merabet, Cheb Houssem, Jaristes, Samira Brahmia, Amel Zen).
Parallèlement, depuis les années 1980, il est l'auteur de plus de soixante-dix musiques de films, collaborant au cinéma algérien, français, anglais, italien... On lui doit la musique du film Automne, octobre à Alger, sur les émeutes de 1988. Film de Malik Lakdhar-Hamina qui n'est toujours pas sorti en Algérie. Il a également collaboré avec Rachid Bouchareb pour les musiques des films Little Senegal, Poussières de vie, Cheb, ou encore avec Merzak Allouache pour Salut Cousin. La musique du film de Christophe Ruggia Le Gone du Chaâba est encore l'une de ses multiples contributions. Il a par ailleurs été le comédien principal dans plusieurs long métrage dont "Layla, ma raison" de Taïeb Louhichi ou La Nuit du crime du réalisateur marocain Nabil Lahlou.
Safy Boutella a également conçu, composé et mis en scène des spectacles grandioses (dont certains sont le fruit d'un long travail avec les Touaregs) : Rêve Bleu en 1988, La Source en 2001 devant un public de 90 000 personnes au Stade Olympique du 5 juillet à Alger ou encore Watani en 2002, fresque historique également présentée dans le même stade et retransmis en direct par la Télévision algérienne à l'occasion du quarantième anniversaire de l'indépendance de l'Algérie.

## Vie privée
Il est le fils du colonel Mohamed Rabah Boutella, ancien attaché militaire à Paris. Safy Boutella est le père de Sofia Boutella et de Azad Boutella. Sofia Boutella est danseuse Hip-Hop atypique et égérie de Nike depuis 2005, elle a notamment dansé pour Madonna lors des tournées Confession Tour en 2006 et Sticky & Sweet Tour en 2008, et pour Michael Jackson en 2009. Elle a tenu des rôles dans plusieurs films internationaux comme Kingsman : Services secrets (2015), Star Trek : Sans limites (2016) ou La Momie (2017). Il est également le père d'Azad Boutella, comédien de théâtre et de cinéma, notamment dans Young Blood (2016), Au nom du père (2017), The State (2017), Informer (2018).

## Discographie
albums
- 1988 : Kutché, avec Khaled
- 1992 : Mejnoun
- 1992 : BOF  Automne, octobre à Alger
- 1994 : BOF Poussières de vie
- 1997 : BOF Salut cousin !
- 2001 : BOF Room to Ren
- 2001 : BOF Little Senegal
- 2004 : BOF  Le pain nu
- 2007 : Zarbot'
- 2008 : coffret de quinze CD et un DVD, sur 30 ans de carrière musicale
- 2010 : Furusiyya
- 2014 : BOF Fadhma N'Soumer[2]

arrangements et réalisations pour :
- 1988 : Yabeit de Amel Wahby
- 2000 : Gouraya de Djamel Allam
- 2000 : El Layali de Nawal Zoghbi
- 2000 : Galbi de Abdy
- 2015 : Pluriels, programme télévisuel suivant, dans un road movie, le mentorat de Safy Boutella de 10 jeunes musiciens et chanteurs algériens.
- 2016 : Coke Studio, programme télévisuel de ré-arrangement d’une trentaine de morceaux du patrimoine musical maghrébin.
- 2019 : Taous Arhab par Safy Boutella.

## Filmographie
Concept film-documentaire
- 2017 : Pluriel's : Safy Boutella et la nouvelle scène algérienne, réalisé par Frédéric Fiol pour Allegorie Group (14 épisodes)
- 2018 : Safy sans filtre, écrit et réalisé par Mehdi Hachid, réalisateur et artiste photographe Algérien pour l'agence Contrast (3 épisodes)

Plus de soixante-dix musiques de films
- 1979 : Les moineaux d’Algérie. Film de Tayeb Mefti
- 1980 : Faits divers. Série de films de B. Boutmene et Dahmane Ouzid
- 1980 : Le chemin de fer en Algérie. Documentaire de Dahmane Ouzid
- 1980 : L’attente. Série de courts-métrages de Belkacem Hadjadj
- 1980 : Le bouchon. Film de Belkacem Hadjadj
- 1981 : Essilane. Série TV, 11 épisodes de Ahmed Rachedi
- 1982 : Le Refus. Pièce du théâtre régional de Constantine
- 1982 : La grande tentative. Film de Djamel Fezzaz
- 1982 : La clé épileptique. Série de 7 moyen-métrages de  Rachid Benhadj, Cherif Mourah, Belkacem Hadjadj, Mustapha Lamri, Cherif Begga, Madami Merabi & Malek Bouguermouh
- 1982 : Contes pour enfants Émission TV de Sadek Kebir et Cherif Mourah
- 1983 : L’affiche. Film de Djamel Fezzaz
- 1984 : Chambre 28. Série de 3 films de Malek Bouguermouh, Madani Merabi, Rachid Benhadj
- 1989 : La nuit de la décennie. Film de Brahim Babï
- 1989 : Cœur nomade. Film de Fitouri Belhiba
- 1989 : Histoire d’une rencontre. Film de Brahim Tsaki
- 1992 : Automne, octobre à alger. Film de Malik Lakdhar-Hamina
- 1993 : Femmes d’islam. Documentaire de Yamina Benguigui
- 1993 : Cheb. Film de Rachid Bouchareb
- 1994 : Poussières de vie. Film de Rachid Bouchareb
- 1994 : La contredanse. Court-métrage de Omar Ladgham
- 1995 : Le paradis des infidèles. Moyen-métrage de A. Kabbouche
- 1995 : Le mouton noir. Film de Francis de Guetz
- 1995 : L’instit. Film Tv de Pierre Lary
- 1995 : La berlinoise. Court-métrage de Michel le Thomas
- 1995 : Un taxi pour Aouzou. Moyen-métrage de Issa Serge Coelo
- 1996 : Les Sœurs Hamlet d'Abdelkrim Bahloul
- 1996 : Le Gone du Chaâba Film de Christophe Ruggia
- 1996 : Lawrence d’Arabie. Documentaire de  Marie-Dominique Montel
- 1996 : D’amour et d’eau salée Film Tv de Edwin Baily
- 1996 : Trouble fête. Film Tv de Pierre Lary
- 1997 : Salut cousin ! Film de Merzak Allouache
- 1997 : L’arbre des destins suspendus. Film Tv de  Rachid Benhadj
- 1997 : Conan Doyle. Documentaire de  Marie-Dominique Montel
- 1997 : Les oranges. Pièce de théâtre de Aziz Chouaki
- 1998 : Jacques Chardonne. Documentaire de Marie-Dominique Montel
- 2000 : Mirka. Film de  Rachid Benhadj
- 2000 : Histoires d’huîtres. Documentaire de  Marie-Dominique Montel
- 2001 : Room to rent, Film de Khaled El Hagar
- 2001 : Little Senegal. Film de Rachid Bouchareb
- 2004 : 10 millions de centimes. Film de Bachir Derraïs
- 2004 : Le pain nu. Film de Rachid Benhadj
- 2005 : Permis d'aimer. Film Tv de Rachida Krim
- 2006 : Le retour. Série TV, 13 épisodes de Dahmane Ouzid
- 2007 : Il faut sauver Saïd. Film Tv de Didier Grousset
- 2007 : Ayrouan. Film de Brahim Tsaki
- 2008 : Mostefa Benboulaïd (film) de Ahmed Rachedi
- 2008 : Pas si simple. Film Tv de Rachida Krim
- 2010 : La cinquième corde. Film de Selma Bargach
- 2012 : Margelle. Moyen-métrage de Omar Mouldouira
- 2013 : L'Héroïne. Film de Chérif Aggoune
- 2014 : Fadhma N'Soumer[2]. Film de Belkacem Hadjadj
- 2020 : Composition de la musique de la série "Babour El Louh" de Nasreddine Shili (27 épisodes)
- 2023 : Finding Alaa court métrage fiction de Myriam François
- 2024 : Zighoud long métrage fiction de Mounes Khammar